# Лунвож (приток Верхней Вочи)
Лунвож — река в России, протекает по территории Лешуконского района Архангельской области. Устье реки находится в 36 км по левому берегу реки Верхней Вочи. Длина — 16 км.

## Данные водного реестра
По данным государственного водного реестра России, Лунвож относится к Двинско-Печорскому бассейновому округу. Водохозяйственный участок реки — Мезень от истока до водомерного поста у деревни Малонисогорская. Речного подбассейна Лунвож не имеет, его речной бассейн — Мезень.